# 中山北一路
中山北一路是中華人民共和國上海市虹口區一條西南東北走向道路，西南起俞泾浦中山北路桥，與中山北路相連，东北與逸仙路、邯鄲路、汶水東路和曲陽路相交。道路上有上海內環線高架。中山北一路全长3282米，道路原址為一條河流以及自然村莊，1958年，當局填河造路，道路得名中山北路。1960年（一說1964年），該道路與西体育会路北段的道路合併並更名為中山北一路。道路沿途有上海財經大學中山北一路校區和曲陽公園。